# Wattieza

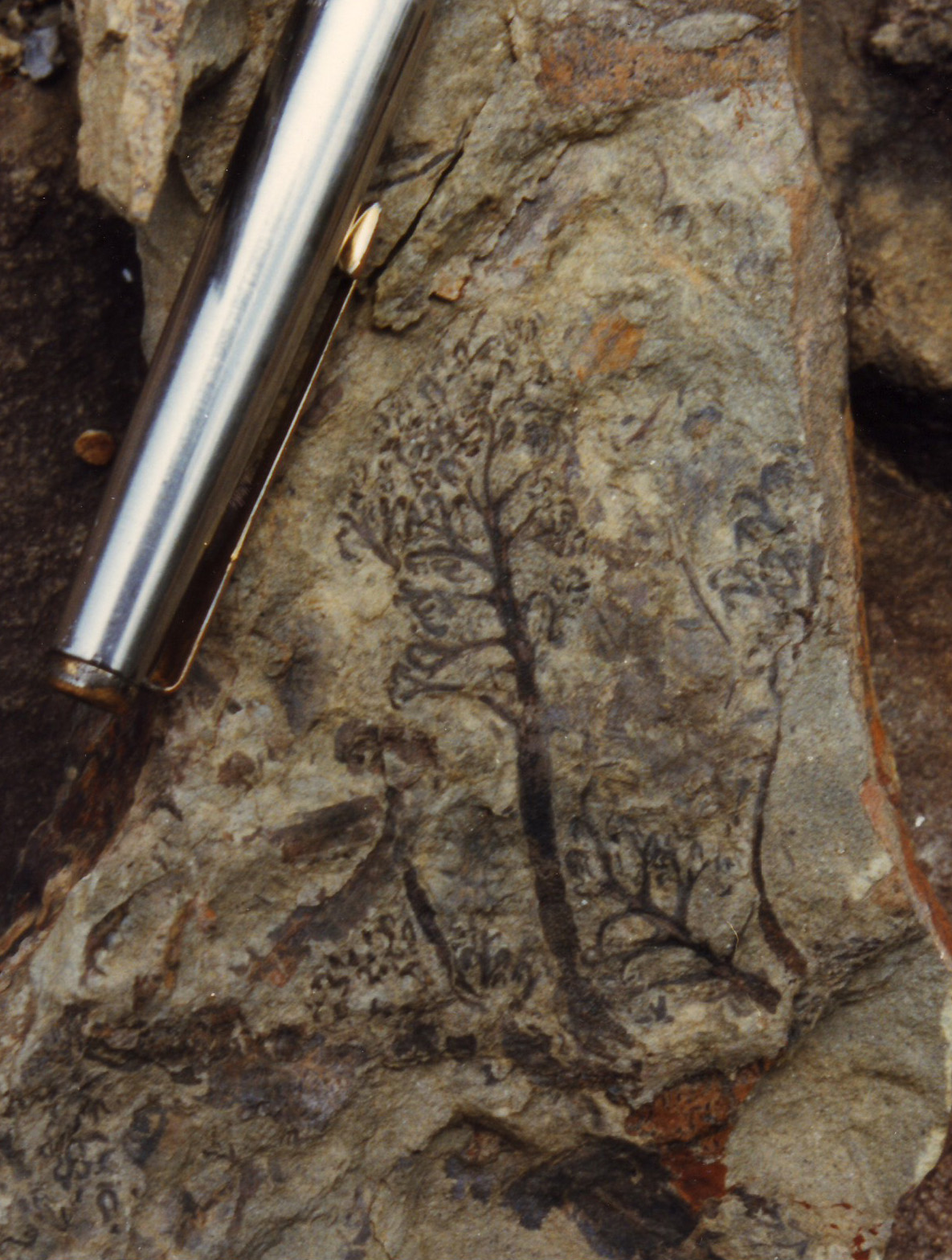
Fotografía de varias ramas fósiles de Wattieza casasii encontradas en la Formación Campo Chico (Devónico medio), Sierra de Perija, Venezuela.

Wattieza  Stockmans, 1968 es un género de Pteridophyta de porte arbóreo del Givetiense (Devónico Medio) identificada en primer lugar como Eospermatopteris a partir de los restos fósiles de su tronco en el Lagerstätte de Gilboa (estado de Nueva York) en la década de 1870 y posteriormemente completado en 2005 a partir de sus restos fósiles de Schoharie County, New York. Se considera el vegetal arbóreo más antiguo.
Se estima que Wattieza llegaba a medir más de 8 metros de altura, y sus ramificaciones, carentes de hojas, podrían haber superado los 13 centímetros de diámetro. Como los Monilophyta actuales poseía frondes estériles y sexuales, en este caso insertados helicoidalmente en el tronco. Probablemente Wattieza perdía las frondes conforme aumentaba su tamaño, lo que dejaba el tejido superficial del fuste marcado con cicatrices en la zona cercana a la corona. Con la pérdida de los frondes se formaba un tejido de sostén similar al que poseen hoy día las arecáceas.

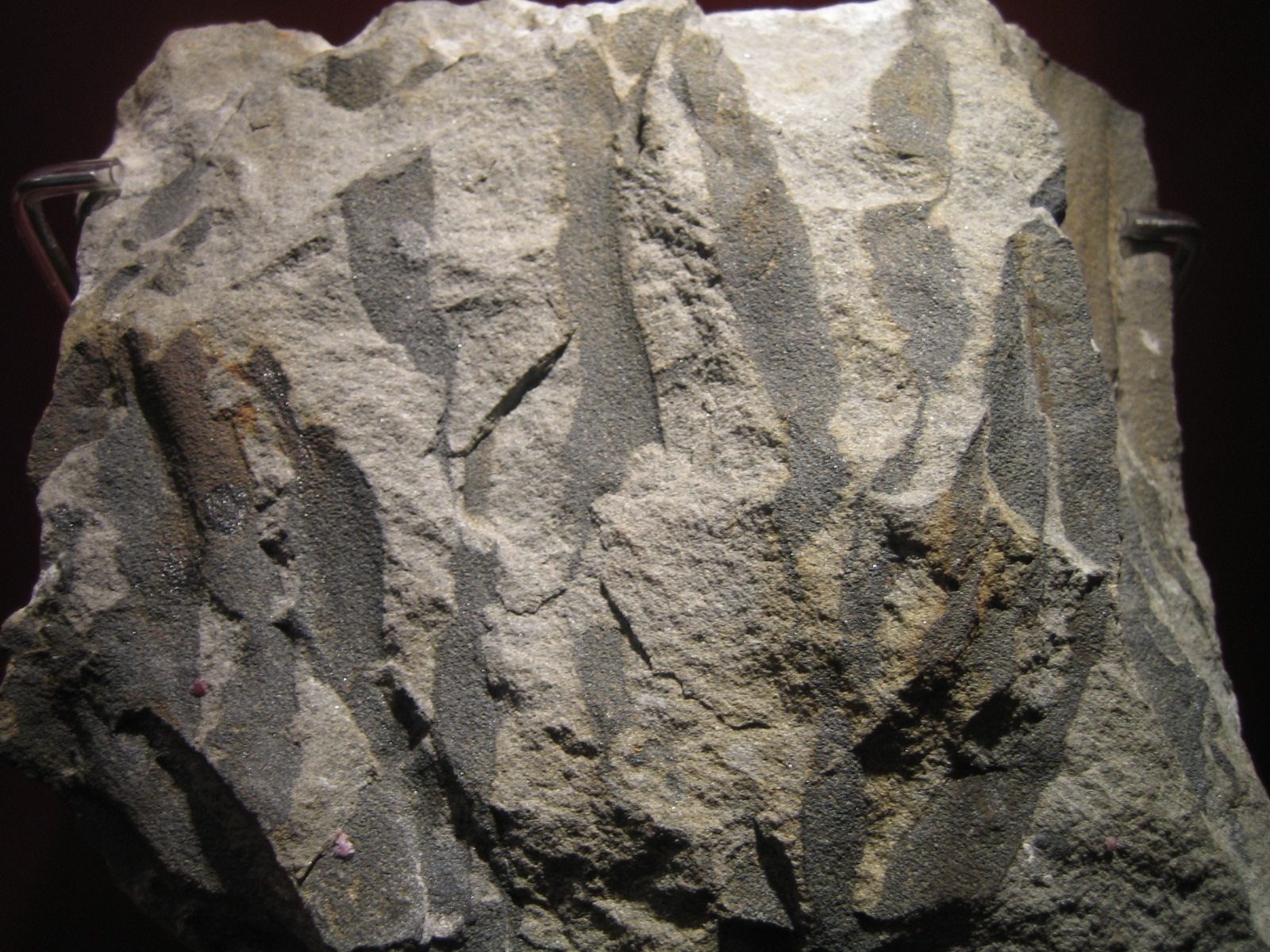
Raíces de Eospermatopteris erianus (Wattieza).

Los frondes se ramificaban digitalmente y estaban situados en la corona en posición vertical. Varios estudios científicos afirman que la falta de hojas laminares de este tipo de árbol hizo que sus bosques no ofrecieran apenas sombra e indican que su modo de crecimiento, que le obligaba a despojarse continuamente de los módulos reproductivos, conllevó una producción abundante de desperdicios característica de los bosques devónicos.
La base y sistema radicular de varios ejemplares eran conocidos con el nombre de Eospermatopteris desde la década de 1870 en Gilboa Nueva York no fue hasta el año 2005 cuando pudo completarse la morfología completa de su talo al encontrar la correspondencia in vivo entre estos restos y varios fustes fósiles. Así, en el 2007, William E. Stein, Frank Mannolini, Linda VanAller Hernick, Ed Landing y Christopher M. Berry, reportaron haber encontrado espectaculares especímenes pertenecientes al cladoxylopsidae Wattieza que mostraban intactas tanto sus coronas como sus fustes, similares a Eospermatopteris. 
Los troncos de Wattieza (Eospermatopteris) poseían unos característicos surcos longitudinales que alcanzaban la zona próxima a la corona, donde aparecían las cicatrices de los frondes. El sistema radicular es similar al del resto de las Progimnospermas con una característica inserción en el fuste. De este modo en la zona subterránea del tronco éste adoptaba una morfología cónica invertida y de ella emergían numerosas raíces de pequeño tamaño que penetraban perpendicularmente en el suelo y que debían permitir que el vegetal, de gran tamaño, permaneciera en posición vertical.
Los restos de estos vegetales han aparecido en Europa y América, siempre asociados a estratos del Devónico Medio, y en la actualidad se reconocen dos especies. 
- Wattieza givetiana Stockmans, 1968 fue la primera especie identificada gracias a los restos fósiles de sus tallos en la región de Brabante, Bélgica.[4]
- Wattieza casasii Berry, 2000 proviene de los estratos devónicos de la Sierra de Perijá (Venezuela), específicamente del miembro inferior de la Formación Campo Chico, datada con microesporas como Givetiano medio (Casas et al, 2022). La litología del miembro inferior consiste de lutitas grises oscuras a verdosas, intercaladas con areniscas blancas de grano medio a grueso y algunos carbones, todas ellos afloran en los cortes de carretera en la via al Rio Socuy (Casas et al, 2022; pag 24). El material fósil de Wattieza casasii se encuentra actualmente en el National Museum and Gallery, Cardiff, (Gales) y en la Sección de Paleontología del Museo de Biología, Universidad del Zulia, Maracaibo, (Venezuela) (Berry, 2000; pag. 127)]. La etimología de la especie Wattieza casasii fue asignada en honor de Jhonny E. Casas, uno de los descubridores del material original (Berry, 2000; pag. 144).[5][6]